# Anedoki
Anedoki (яп. あねどきっ Анэдоки) — сёнэн-манга Мидзуки Каваситы, выходившая с 2009 по 2010 годы. В начале декабря 2009 года, первый том манги занял 14 место по продаваемости и в середине месяца спустился до 16 места. В начале февраля 2010 года, второй том манги занял 11 место по продаваемости. В начале апреля третий том занял 19 место по продаваемости и в середине апреля поднялся до 17.

## Сюжет
Отец главного персонажа, 13-летнего Коты Отиая, уезжает на неопределенный срок в другой город. В этот момент Кота встречает главную героиню, 17-летнюю Нацуки Хагивару, которая заявляет что с этого дня будет жить с Котой в роли его служанки. Вскоре на Коту обращает внимание и школьный идол, Канадэ Сакураи. Сюжет повествует о образовавшемся любовном треугольнике.

## Персонажи
- Кота Отиай (яп. 落合 洸太 Отиай Ко:та) — главный персонаж. 13-летний школьник, ничем особо не выделяющийся среди остальных. Несмотря на флирт со стороны поселившейся с ним Нацуки, он старается держать дистанцию между собой и нею и всегда отказывается от предложений вместе принять ванну. В начале манги спас Канадэ от хулиганов и некоторое время встречался с ней. Однако, в итоге понял что влюблен в Нацуки и признался своей сожительнице в любви. Хотя он был вынужден переехать из-за работы отца, через четыре года он вновь вернулся в свой город, где его ждала Нацуки.
- Нацуки Хагивара (яп. 萩原 なつき Хагивара Нацуки) — главная героиня. 17-летняя модель, демонстрирующая нижнее бельё производимое компанией её старшей сестры. Превосходный боец, способная уложить троих хулиганов без видимых усилий. Так как сестра хотела выдать Нацуки за богатого старика и получить с этого дополнительную прибыль для своей компании, Нацуки сбежала из дома. Встретив Коту она решила поселиться у него, так как всегда хотела пожить с незнакомцем. Постоянно флиртует со своим соседом и каждую ночь ложится в его постель. В то же время, поддерживает попытки Коты сблизиться с Канадэ. Она была счастлива получить признание от Коты, однако, предложила подождать с развитием отношений до тех пор пока Кота не станет взрослым. Спустя четыре года она вновь встретилась с ним.
- Канадэ Сакураи (яп. 桜井 奏 Сакураи Канадэ) — одноклассница Коты и школьный идол. После того как Кота защитил её от хулиганов, Канадэ влюбилась в него и некоторое время встречалась с ним. Однако, в итоге поняла что Кота не испытывает к ней ответных чувств.
- Харуки Хагивара (яп. 萩原はるき Хагивара Харуки) — старшая сестра Нацуки, научившая её боевым искусствам. Владеет известной компанией по производству нижнего белья, на доходы которой существует все семейство Хагивара. Всех людей, включая собственных родственников, оценивает исключительно с точки зрения прибыли которую сможет из них извлечь.
- Тиаки Хагивара (яп. 萩原 ちあき Хагивара Тиаки) — сестра Нацуки. Неуклюжа и не умеет готовить. Обнаружив, что Нацуки живет с парнем и не сумев забрать её домой, также поселилась вместе с Котой.